# العلاقات المجرية المارشالية
العلاقات المجرية المارشالية هي العلاقات الثنائية التي تجمع بين المجر وجزر مارشال.

## مقارنة بين البلدين
هذه مقارنة عامة ومرجعية للدولتين:
| وجه المقارنة                                              | المجر                                                       | جزر مارشال                     |
| --------------------------------------------------------- | ----------------------------------------------------------- | ------------------------------ |
| المساحة (كم2)                                             | 93.04 ألف                                                   | 181                            |
| عدد السكان (نسمة)                                         | 9.78 مليون                                                  | 53.13 ألف                      |
| الكثافة السكانية (ن./كم²)                                 | 105.12                                                      | 29.35 ألف                      |
| العاصمة                                                   | بودابست                                                     | ماجورو                         |
| اللغة الرسمية                                             | لغة مجرية                                                   | لغة إنجليزية، اللغة المارشالية |
| العملة                                                    | فورنت مجري                                                  | دولار أمريكي                   |
| الناتج المحلي الإجمالي (بليون دولار)                      | 139.14 مليار                                                | 199.40 مليون                   |
| الناتج المحلي الإجمالي (تعادل القوة الشرائية) بليون دولار | 260.42 مليار                                                | 207.25 مليون                   |
| الناتج المحلي الإجمالي الاسمي للفرد دولار أمريكي          | 12.36 ألف                                                   | 3.38 ألف                       |
| الناتج المحلي الإجمالي للفرد دولار أمريكي                 | 25.07 ألف                                                   | 3.80 ألف                       |
| مؤشر التنمية البشرية                                      | 0.828                                                       |                                |
| رمز المكالمات الدولي                                      | +36                                                         | +692                           |
| رمز الإنترنت                                              | .hu                                                         | .mh                            |
| المنطقة الزمنية                                           | ت ع م+01:00، ت ع م+02:00، أوروبا/بودابست ‏، توقيت وسط أوروبا | ت ع م+12:00                    |

## منظمات دولية مشتركة
يشترك البلدان في عضوية مجموعة من المنظمات الدولية، منها:
| علم المنظمة | اسم المنظمة                   | تاريخ انضمام المجر | تاريخ انضمام جزر مارشال |
| ----------- | ----------------------------- | ------------------ | ----------------------- |
|             | البنك الدولي للإنشاء والتعمير | 7 يوليو 1982       | 21 مايو 1992            |
|             | يونسكو                        | 14 سبتمبر 1948     | 30 يونيو 1995           |
|             | الاتحاد الدولي للاتصالات      | 1866               | 22 فبراير 1996          |
|             | مؤسسة التمويل الدولية         | 29 أبريل 1985      | 23 سبتمبر 1992          |
|             | منظمة الشرطة الجنائية الدولية | ?                  | ?                       |
|             | الأمم المتحدة                 | 14 ديسمبر 1955     | 17 سبتمبر 1991          |
|             | مؤسسة التنمية الدولية         | 29 أبريل 1985      | 19 يناير 1993           |
|             | منظمة حظر الأسلحة الكيميائية  | ?                  | ?                       |

## وصلات خارجية
- موقع وزارة الخارجية المجرية